# 百慕達潛魚
百慕達潛魚為輻鰭魚綱鼬魚目鼬魚亞目隱魚科的其中一種，分布於西大西洋區，從美國佛羅里達州南部、百慕達群島至巴西海域，棲息深度1-235公尺，體長可達20公分，為底棲性魚類，生活在沙底質或海草床，與海參共生，屬肉食性，以小魚及無脊椎動物為食。

## 擴展閱讀
維基物種上的相關：百慕達潛魚